# Nothomiza costalis
Nothomiza costalis là một loài bướm đêm trong họ Geometridae.